# 金玟甸
金 玟甸（キム・ミンジョン、朝鮮語: 김민전、1965年5月9日 - ）は、大韓民国の政治学者、政治家。第22代韓国国会議員。

## 経歴
慶尚南道咸陽で生まれ、釜山で育った。ソウル大学校外交学科卒。ソウル大学校大学院（政治学修士）、アイオワ大学大学院修了（政治学博士）。慶煕大学校教授、国民統合委員会政治地域委員会委員長、国民の力所属の第22代国会議員を務めた。
李明博大統領時代は一時期SBSの時事番組の司会者として出たが、李大統領に批判的な質問を何度もしたことで司会者から降板させられた。

## 主張
元々は安哲秀の側近だったが、2020年ごろに第21代総選挙の不正選挙説を提起した。そのため、2021年末の金の国民の力共同選対委員長への任命の際に李俊錫代表が彼女の立場を問題視した。不正選挙を防ぐため、国会議員に当選した後、1番に提出した議案は事前投票を廃止する公職選挙法改正案であった。
尹錫悦政権時代では親尹と分類され、尹錫悦による戒厳と尹錫悦弾劾案については、「戒厳は民主党の無道のせい」「弾劾訴追は親北・親中の反乱」と主張した。また、光化門広場の全光焄による弾劾反対集会に参加し、反対側の弾劾賛成デモに中国人が参加しているとも主張した。さらに、2025年1月に極右団体の反共青年団の「白骨団」の国会記者会見を手配したため、野党側からの除名要請決議案など多くの批判を受け、結局謝罪した。なお、この事件により、金は「白骨姫」のあだ名を得た。

## エピソード
2024年7月4日、野党側が提出した殉職軍人の扱いに関する「蔡上兵特検法」に対抗する国民の力によるフィリバスターの中で爆睡したことで批判を受けた。